# 鮑氏薄躄魚
鮑氏薄躄魚是輻鰭魚綱鮟鱇目躄魚亞目躄魚科的其中一種，為熱帶海水魚，分布於西太平洋區澳洲海域，棲息深度0-6公尺，體長可達9公分，棲息在沿岸岩礁區，卵被一個單獨的絲狀突起彼此依附在左邊的胸鰭凹陷處孵化，生活習性不明。

## 扩展阅读
維基物種上的相關：鮑氏薄躄魚